# Acht Mann und ein Skandal
Acht Mann und ein Skandal (Originaltitel: Eight Men Out) ist ein US-amerikanischer Spielfilm aus dem Jahre 1988 mit Charlie Sheen und John Cusack in den Hauptrollen. Produktionsfirma war Orion Pictures Corporation. Der Film behandelt die wahren Ereignisse des Black Sox Skandals von 1919.

## Inhalt
Die jungen Baseballspieler Buck Weaver und Oscar Happy Felsch spielen in der World Series 1919 für das Team der Chicago White Sox. Das hochfavorisierte Team der White Sox erreicht in dieser Saison das Endspiel um die Baseballmeisterschaft. Das Team gilt als unschlagbar und wird von dem geizigen Manager Charles Comiskey betreut. Comiskey bezahlt seine Spieler schlecht und behandelt sie respektlos. Aufgrund der schlechten Bezahlung werden Buchmacher und Wetthaie auf die unzufriedenen und frustrierten Spieler aufmerksam. Es gelingt ihnen, nach und nach acht Spieler davon zu überzeugen, die Endspiele um die Meisterschaft zu verlieren. Unter den bestochenen Spielern befand sich auch der legendäre Spieler Shoeless Joe Jackson. Nachdem die Sox immer wieder von den Cincinnati Reds geschlagen wurden, wittern einige Sportreporter Schiebung. Es gelingt ihnen schließlich, den größten Skandal in der Geschichte des amerikanischen Baseballs aufzudecken. Am Ende wurden die acht Profis lebenslang gesperrt.
Der Titel des Films bezieht sich auf den Titel eines Sachbuchs von Eliot Asinof aus dem Jahr 1963, der sich wiederum auf ein Zitat Comiskeys aus seiner 1919 erschienenen Biographie über Baseball als den „aufrichtigsten Zeitvertreib“ und sein Team desselben Jahres bezieht: Baseball and crookedness do not mix. (…) No game is lost until the last man is out. (Baseball und Unehrlichkeit vertragen sich nicht. (…) Kein Spiel ist verloren bis der letzte Mann ausgeschieden ist.)

## Beteiligte Spieler

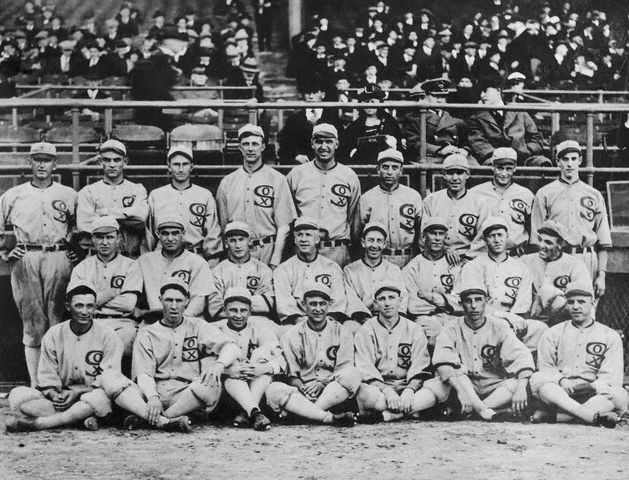
Mannschaftsfoto der White Sox in der World Series 1919

- 'Shoeless' Joe Jackson
- Eddie Cicotte
- Lefty Williams
- Chick Gandil
- Fred McMullen
- Swede Risberg
- Happy Felsch
- Buck Weaver